# 岸本駅 (高知県)
岸本駅（きしもとえき）は、かつて高知県香美郡香我美町（現・香南市）岸本に存在した、土佐電気鉄道安芸線の駅。同線の廃止に伴い廃駅となった。

## 歴史
- 1924年（大正13年）12月8日：高知鉄道の駅として開業。
- 1941年（昭和16年）7月12日：合併により土佐交通の駅となる。
- 1948年（昭和23年）6月3日：合併により土佐電気鉄道の駅となる。
- 1974年（昭和49年）4月1日：安芸線廃止により廃駅。

## 駅構造
木造駅舎を有する地上駅であった。

## 駅周辺
- 香我美町立岸本小学校（現：香南市立岸本小学校）
- 赤岡運動広場 - 赤岡ドーム（全天候型運動広場）を併設。
- 飛鳥神社[1]
- 日本基督教団香美教会
- ボートレースチケットショップ 土佐
- 国道55号
- 高知県道30号香北赤岡線
- 高知県道227号山北岸本停車場線
- 土佐くろしお鉄道ごめん・なはり線香我美駅
- 高知東部交通「岸本」停留所 - 国道55号沿い
- 香南市営バス「明神」停留所 - 飛鳥神社付近
- 香宗川

なお、陸上自衛隊高知駐屯地は当駅から北へ離れた所にある。

## 廃止後の状況
現在、駅跡地の半分は香宗川岸本放水路となっていて、駅舎やホームなどの設備はすべて撤去されている。跡地には土佐くろしお鉄道ごめん・なはり線の高架が立ち、東側に香我美駅が設置されている。駅名の名残りは、高知県道227号山北岸本停車場線がそれに該当する。

## 隣の駅
土佐電気鉄道
安芸線
赤岡駅 - 岸本駅 - 月見山駅